# 연방정보원 (독일)

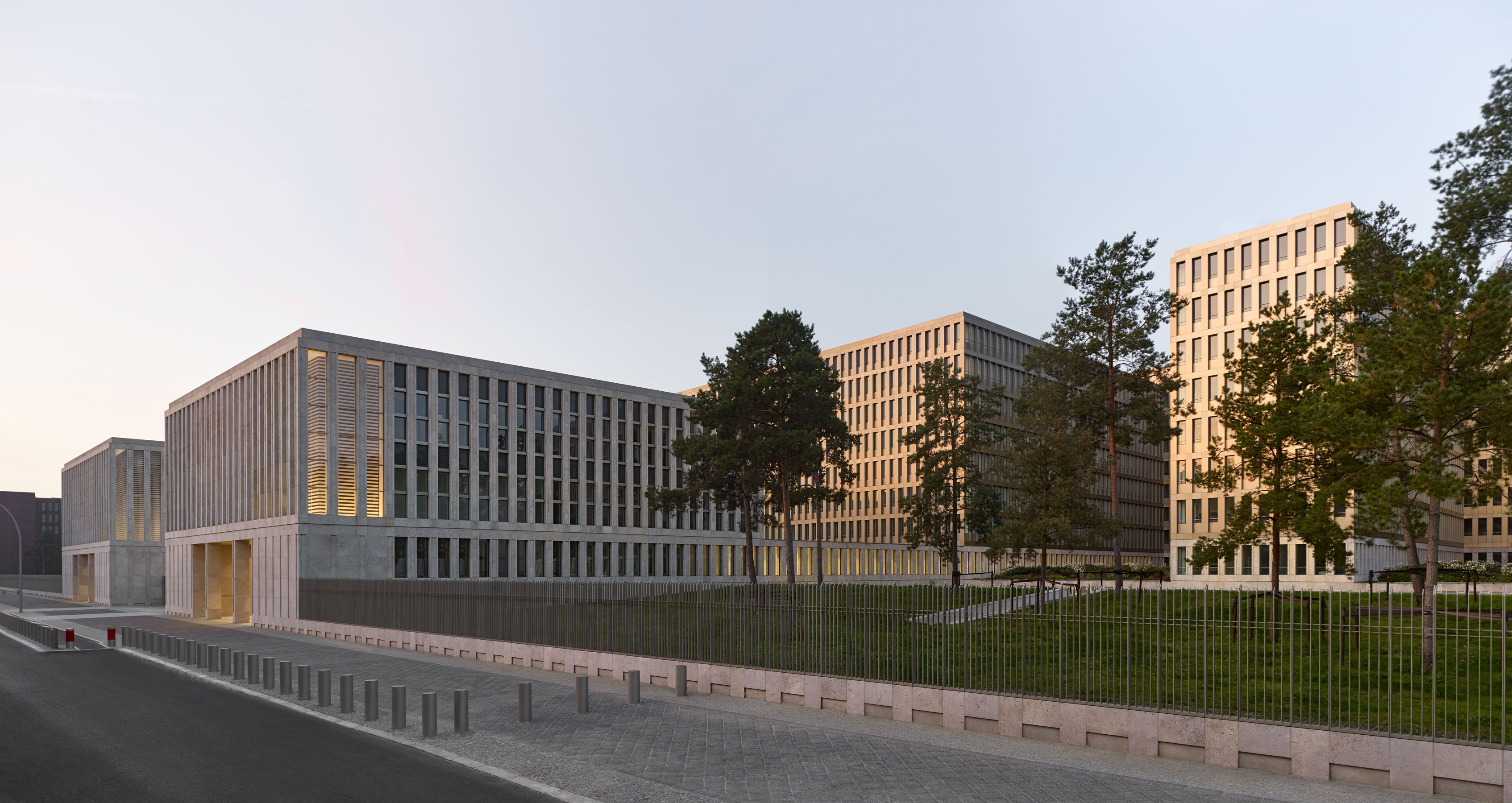
Bundesnachrichtendienst; BND

연방정보원(聯邦情報院, Bundesnachrichtendienst; BND 분데스나히리흐텐딘스트; 베엔데[*])은 독일연방공화국의 해외 정보 기관이다.
독일의 유일한 해외전담 정보기관이며 군사 및 민간 분야의 첩보를 수집한다. 연방정보원은 비슷한 업무를 수행하는 독일 공군의 '전략정찰사령부'(Kommando Strategische Aufklärung)와 긴밀한 협조관계를 구성하고 있다.

## 역사
연방정보원의 전신은 겔렌 조직이며, 겔렌 조직의 전신은 나치 독일 국방군 육군최고사령부 동부전선외국육군과(FHO)다. FHO 과장이었던 라인하르트 겔렌 중장이 미군에 항복하고 서독의 콘라트 아데나워 수상에게까지 유임되면서 BND가 형성된 것이다. 이 과정에서 겔렌을 비롯한 국방군 고위 장령, 친위대원, 특무대원 등 전쟁범죄자들이 BND의 초기 간부단을 구성했다. 이런 태생에 비밀스러운 직무 성격까지 겹쳐서 BND는 독일의 정부기관 가운데 가장 나치 시절과의 연속성이 강하고 나치 청산이 덜 된 조직이다.

## 조직
연방정보원은 연방수상 산하에 설치되어 있다. 본부는 현재 뮌헨 근방의 풀라흐와 베를린에 있으나, 2011년까지 베를린으로 단일화하였다. 연방 정보국은 독일과 해외의 300여 개 곳에 지부를 두고 있으며, 2014년 6,050여 명의 직원이 근무하고 있는 것으로 추산된다. 이들 중 10%는 연방방위군 출신이며, 이들은 공식적으로는 '군사과학 사무소'(Amt für Militärkunde)에 배치되어 연방 정보국의 업무를 수행하고 있다. 연방정보원의 예산은 극비로 분류되어 있으나, 연간 4억 3천만 유로를 초과하는 것으로 알려져 있다.

## 업무
연방정보원은 해외에서 독일의 이익을 침해하는 행위들을 찾아 조기에 경보하는 업무를 주업무로 삼고 있다. 이를 위해, 연방 정보국 역시 미국의 에셜론 계획처럼 전 세계의 통신을 감청하는 시스템을 가동해 세계 각지의 국제적 테러나 조직 범죄, 무기 및 마약 밀매, 돈세탁, 기술유출 등과 관련한 정보를 수집하고 그 가능성을 평가하는 일을 하고 있다.

## 같이 보기
- 해외방첩청